# Geraldo dos Reis Ribeiro
Geraldo dos Reis Ribeiro (Rio Piracicaba, 6 de janeiro de 1936 – Coronel Fabriciano, 2 de maio de 2018) foi um advogado e político brasileiro. Foi eleito prefeito do município de Timóteo pelo Movimento Democrático Brasileiro (MDB) em 15 de novembro de 1976 e cumpriu o mandato até 14 de novembro de 1982. Posteriormente foi deputado estadual de Minas Gerais pelo PMDB durante a 10ª legislatura, entre 1983 e 1987.
Foi presidente do Sindicato dos Trabalhadores Metalúrgicos Timóteo e Coronel Fabriciano (Metasita), sendo o responsável por intermediar a revolta dos operários da Usiminas contra as condições de trabalho e da segurança rígida da empresa no dia anterior ao Massacre de Ipatinga, ocorrido em 7 de outubro de 1963. Momentos antes da chacina, reuniu-se com representantes da empresa e da polícia, porém o processo das negociações não impediu a rajada de tiros contra os trabalhadores.
Candidatou-se à prefeitura de Timóteo pelo Partido Popular Socialista (PPS) nas eleições de 2016, mas ficou em segundo lugar, com 10 765 votos (23,80% do total). Foi derrotado pelo também ex-prefeito Geraldo Hilário Torres (PP), que obteve 11 572 votos (25,59% das intenções). Depois de 20 dias internado no Hospital Metropolitano Unimed Vale do Aço, em Coronel Fabriciano, por causa de uma pneumonia, faleceu aos 82 anos de idade devido a uma parada cardiorrespiratória no dia 2 de maio de 2018. O enterro ocorre no dia seguinte no Cemitério Jardim da Saudade, situado no bairro Santa Maria, em Timóteo.